# Колосов, Алексей Сергеевич
Алексе́й Серге́евич Ко́лосов (род. 8 ноября 1958, Москва) — джазовый композитор и музыкант-исполнитель, историк и теоретик джазовой музыки, основатель группы «Аура», киноактёр. Гитарист, руководитель ансамбля, журналист, радиоведущий, организатор нескольких джазовых проектов.

## Биография
Алексей Сергеевич Колосов родился 8 ноября 1958 года в Москве, в семье С. Н. Колосова и Л. И. Касаткиной. В 1980 году он окончил факультет журналистики Московского университета. В 1982 году окончил также Музыкально-педагогическое училище им. Гнесиных по классу гитары.

### Творчество
С 1983 года Алексей Колосов играл в разных московских группах. Как джазовый исполнитель он проявился, выступив на фестивале в ДК «Москворечье» (1985), а также в камерном ансамбле саксофониста Симона Ширмана (1986). Снимался в кино, преимущественно в небольших ролях в постановках своего отца.
Алексей Колосов осуществил ряд авторских проектов:
- 1991 — организовал гитарное трио Алексей Колосов — Одд-Арне Якобсен (Норвегия) — Виктор Ерзунов;
- 1992 — собрал группу «Аура», в которую вошли саксофонист Лев Лебедев, пианист Дмитрий Яковлев, басист Евгений Серков и барабанщик Евгений Косеко; у группы «АУРА» вышло 4 компакт-диска:
  - 1996 — «Русский блюз»
  - 1999 — «Арбат-буги»
  - 2001 — «Ночное шоссе»
  - 2006 — «Ночное шоссе — том 2»;
- 2004 — возглавил просуществовавший около года проект «Big Sky» (с пианистом Борисом Прусаковым, саксофонистом Фабио Константино, барабанщиком  Андреем Раздобудовым);
- 2005 — играл в дуэте с пианистом Владимиром Ивановым; этот проект длился около двух лет.

Также Алексей Колосов: 
… организовал несколько крупных акций, из которых самыми известными стали три российско-норвежских фестиваля (Москва 2004—2006) и фестиваль «Балтийский джаз» (2006—2008, Москва, Калининград, Санкт-Петербург), стал директором международного проекта «ДжаZZ Travel» (в частности, проводил «Сезоны русской культуры» в Польше). В 1991 году получил степень кандидата искусствоведения, защитив в Институте театрального искусства диссертацию «Театрализованные формы джазовой импровизации»..
Алексей Колосов публиковался в журналах «Советская эстрада и цирк» и в сборнике «Советский джаз. Проблемы. События. Мастера» (1977).
Алексеем Колосовым написана музыка к пяти кинофильмам:
- 1995 — «Дневник профессора Готье» («Мосфильм»)
- 1998 — «Судья в ловушке» («Мосфильм»)
- 1999 — «Игра в джин» («Мосфильм»)
- 2000 — «Последняя лента Креппа» («Мосфильм»)
- 2000 — «Потерянные в раю» («Мосфильм», 2006)[3].

### На радио
- В 1987 году Алексей Колосов начал выступать на радиостанции «Юность» в качестве ведущего с авторскими программами «Беседы о джазе».
- С 1991 года Алексей Колосов — ведущий на Радио России; он представляет на «Радио России» еженедельные джазовые программы «Когда не хватает джаза»[2][4].

## В кино
1. 1974 — Помни имя своё — немецкий солдат
2. 1977 — Диалог — Алёша, сын Ершова, студент, музыкант
3. 1982 — Семеро солдатиков
4. 1982 — Мать Мария — немецкий офицер
5. 1985 — Дороги Анны Фирлинг — музыкант
6. 1988 — Радости земные — Сева, муж Ады
7. 1993 — Раскол — Пётр Красиков
8. 2002 — Маска и душа — красногвардеец

## Семья
- Первая жена — Мария Головина (род. 04.02.1959); дочь Людмила (1984)
- Вторая жена — Светлана Колосова; дочь Анна (2001)[1]